# Société du Dragon noir
 (décembre 2020).
Si vous disposez d'ouvrages ou d'articles de référence ou si vous connaissez des sites web de qualité traitant du thème abordé ici, merci de compléter l'article en donnant les références utiles à sa vérifiabilité et en les liant à la section « Notes et références ».
La société du Dragon noir (黒龍会, Kokuryūkai) était un groupe d'extrême-droite paramilitaire et ultra-nationaliste important au Japon. Fondé en 1901, il fut dissous à la fin de la Seconde Guerre mondiale en 1946.

## Historique
La société du Dragon noir a été fondée en 1901 par Ryōhei Uchida, qui eut pour mentor Tōyama Mitsuru, le fondateur de la société de l'Océan noir. Uchida en fut d'ailleurs membre avant de s'émanciper. Son nom provient du fleuve Amour, aussi appelé fleuve du Dragon noir en chinois. De type ultra-nationaliste et panasiatiste, son objectif initial était de maintenir les frontières de l'Empire russe au nord de ce fleuve et donc en dehors de l'Asie de l'Est.
La société du Dragon noir veut à tout prix prendre ses distances avec les éléments criminels de la société de l'Océan noir. Conséquence, le groupe d'Uchida compta dans ses rangs des membres de cabinets ministériels ou des officiers supérieurs qui ont opéré comme agents secrets. Mais au fur et à mesure des années, la société du Dragon noir a finalement pris conscience que les activités criminelles étaient des moyens commodes dans le cadre de ses opérations.
Le groupe publie un journal et dirige une école d'entraînement pour les espions. Ceux-ci sont envoyés pour recueillir des renseignements dans différents pays proches du Japon : Russie, Chine, Mandchourie et Corée. Dans tous les cas ce sont les activités russes qui intéressent la société. Celle-ci exerce également des pressions sur les politiciens japonais pour qu'ils adoptent une politique étrangère forte. Elle prône le pan-asianisme et apporte un soutien financier à des révolutionnaires du continent asiatique comme Sun Yat-Sen ou Emilio Aguinaldo.
Pendant la guerre russo-japonaise, l'annexion de la Corée ou encore l'Intervention en Sibérie, l'Armée impériale japonaise emploie des membres de la société du Dragon noir comme espions, comme saboteurs ou encore comme assassins. Ils organisent des guérillas mandchous contre les Russes en enrôlant des seigneurs de la guerre chinois et des chefs de bandits. Le plus notable d'entre eux fut Zhang Zuolin. La société du Dragon noir utilisa avec brio la guerre psychologique, la propagande et la désinformation partout où elle a agi. Ils ont également servi d'interprètes pour l'armée japonaise.
La société du Dragon noir a assisté le général Akashi Motojirō, qui n'était pas directement affilié à l'organisation. Motojirō a connu le succès en Chine, en Mandchourie et en Sibérie avant de parvenir à obtenir des contacts avec le monde musulman, en Asie centrale, qui perdureront jusqu'à la fin de la Seconde Guerre mondiale. La société a même scellé des contacts, voire des alliances, avec des sectes bouddhistes à travers toute l'Asie.
Au cours de l'entre-deux-guerres, la société du Dragon noir se politisa davantage. Ils attaquent publiquement le libéralisme et la politique de gauche. Bien que le groupe n'ait jamais compté plus que quelques douzaines de membres, les liens étroits entre l'organisation et des hommes politiques, des militaires et des hommes d'affaires puissants lui procura une puissance et une influence de loin supérieure à celle des autres groupes nationalistes.
Originellement dirigée contre la seule Russie, la société étendit ses activités dans d'autres pays sur plusieurs continents. En plus d'être présente un peu partout en Asie du Sud-Est, elle a des agents en Éthiopie, au Maroc, en Turquie, dans toute l'Amérique du Sud, mais aussi en Europe et aux États-Unis.
La société du Dragon noir fut dissoute par le Commandement suprême des forces alliées en 1946. Toutefois Brian Victoria, auteur de nombreux ouvrages sur le bouddhisme et notamment ses sectes, écrit dans son livre Zen War Stories que la société a été recréée en 1961 sous le nom de Club du Dragon noir (Kokuryū-Kurabu). Ce club n'a jamais eu plus de 150 membres et reprit les buts de l'ancienne société.

## La société du Dragon noir aux États-Unis
Le groupe a influencé le nationalisme noir, visant à provoquer des troubles raciaux favorisés par la politique de ségrégation. Les Afro-américains s'identifient au symbole du dragon noir luttant contre l'aigle américain ou encore le lion britannique. Dans cet objectif, la société envoya aux États-Unis un de ses agents, Satokata Takahashi, promouvoir le pan-asianisme et convaincre les nationalistes que le Japon les traitera avec égalité. Il deviendra le mentor d'Elijah Muhammad, futur dirigeant de l'organisation Nation of Islam. Mittie Maude Lena Gordon, présidente et fondatrice du Peace Movement of Ethiopia, se revendiqua membre de la société du Dragon noir. D'autres membres de cette société furent arrêtés en 1942 par le FBI dans la vallée de San Joaquin, en Californie. Enfin, dans le camp d'internement de Manzanar, un petit groupe de Japonais pro-impériaux a brandi des drapeaux arborant un dragon noir et intimidé d'autres détenus japonais.

## Dans la culture populaire
- Des agents de la société du Dragon noir apparaissent dans le film Le Drame de Shanghaï réalisé par Georg Wilhelm Pabst.
- Des membres de cette société apparaissent comme antagonistes de deux films produits en 1942 par Sam Katzman, l'un simplement intitulé Black Dragons et l'autre ayant pour titre original Let's Get Tough. C'est également le cas dans le sérial de 1943 G-Men vs The Black Dragon adapté en téléfilm sous le nom The Black Dragon of Manzanar. DC Comics les a également mis en scène à plusieurs reprises.
- L'organisation est mentionnée dans le film Griffes jaunes.
- Dans le film Tokyo Joe, le baron Kimura incarné par Sessue Hayakawa tente d'introduire clandestinement le dirigeant de la Black Dragon Society de Corée dans le Japon occupé par les États-Unis dans le cadre d'un complot visant à organiser un coup d'État.
- Dans son Guide de survie en territoire zombie, Max Brooks dépeint la société du Dragon noir comme une unité militaire japonaise pendant la Seconde Guerre Mondiale. Il écrit que la société a tenté de créer une armée de zombies en élevant et entraînant des morts-vivants, une opération désignée sous le nom de Projet Cerisier en Fleur.
- On impute à la société du Dragon noir la création du tournoi Kumite dans le film Bloodsport sorti en 1988.
- Les Dragons noirs jouent un rôle important dans la série télévisée américaine Raven.
- La société est mentionnée dans le roman Contre-jour écrit par Thomas Pynchon.
- Dans l'univers fictif de BattleTech apparaît une société du Dragon noir décrite comme un groupe extrémiste et traditionaliste, supposément liée à son homonyme réel.
- Les Dragons noirs sont les antagonistes principaux de la série télévisée Fist of Fury.
- D'anciens membres de la société du Dragon noir constituent le corps de garde d'Ernst Stavro Blofeld, qui se fait appeler Guntram Shatterhand, dans le roman On ne vit que deux fois de Ian Fleming, appartenant à l'univers de James Bond.
- La société du Dragon Noir apparaît dans plusieurs albums de la série de bande dessinée franco-belge Buck Danny.